# Korzeń grzbietowy
Korzeń grzbietowy nerwu rdzeniowego (radix dorsalis nervi spinalis) – korzeń tylny nerwu rdzeniowego, zbudowany jest z kilku nici korzeniowych wnikających do rdzenia kręgowego w polu korzeniowym tylnym (bruzda boczna tylna), do sznura tylnego rdzenia. W bocznej części korzenia tylnego znajduje się zwój rdzeniowy. Korzeń grzbietowy łączy się z korzeniem brzusznym w pień nerwu rdzeniowego. Zawiera włókna dośrodkowe (czuciowe).